# Taxi 3
Taxi 3 — гоночная компьютерная игра, разработанная компанией Nemosoft и выпущенная Ubisoft в 2003 году для Microsoft Windows, PlayStation 2, Nintendo GameCube, Game Boy Color и Game Boy Advance. Игра основана на фильме «Такси 3».

## История
В этой игре рассказывается об основных сценах вождения, которые показаны в третьей части фильма Такси. Игрок водит Peugeot 406 Daniel, как и в фильме. Действие игры разворачивается в Марселе и Альпах.

## Система игры
На такси (старом автомобиле) нужно работать как можно больше и отвозить людей без всяческих приключений, для того чтобы заработать на новый автопарк.

## Отзывы
Игра получила негативные отзывы. Теплее оценили лишь версии для Game Boy Color и Game Boy Advance.
| Иноязычные издания    | Иноязычные издания | Иноязычные издания | Иноязычные издания | Иноязычные издания | Иноязычные издания |
| Издание               | Оценка             | Оценка             | Оценка             | Оценка             | Оценка             |
| Издание               | GBA                | GBC                | GC                 | PC                 | PS2                |
| --------------------- | ------------------ | ------------------ | ------------------ | ------------------ | ------------------ |
| Jeuxvideo.com         | 10/20              | 10/20              | 4/20               | 5/20               | 4/20               |
| Русскоязычные издания |                    |                    |                    |                    |                    |
| Издание               | Оценка             | Оценка             | Оценка             | Оценка             | Оценка             |
| Издание               | GBA                | GBC                | GC                 | PC                 | PS2                |
| Absolute Games        |                    |                    |                    | 35 %               |                    |